# جاك غراهام
جاك غراهام (بالإنجليزية: Jack Graham)‏ (1 يناير 1868 المملكة المتحدة - 1 يناير 1932) هو لاعب كرة قدم بريطاني سابق كان يلعب كمهاجم.